# NGC 4395
NGC 4395 ist eine leuchtschwache (LSBG) Balkenspiralgalaxie vom Hubble-Typ SA(n)m? im Sternbild Jagdhunde am Nordsternhimmel. Sie ist 15 Millionen Lichtjahre von der Milchstraße entfernt und hat einen Durchmesser von 55.000 Lichtjahren. Das Objekt ist Mitglied der Canes-Venatici-I-Gruppe. Sie ist eine aktive Galaxie mit einem sehr hellen Zentrum, d. h. mit einem aktiven galaktischen Kern (AGN), sie ist eine Seyfert-1-Galaxie.

## Besonderes
In NGC 4395 wurde von britischen und japanischen Wissenschaftlern um Kazushi Iwasawa und Andrew Fabian von der Universität Cambridge mit Hilfe des japanischen Röntgensatelliten „Advanced Satellite for Cosmology and Astrophysics“ (ASCA), dass zum Zeitpunkt der Veröffentlichung im Jahre 2000 kleinste massereiche Schwarze Loch mit einer Masse von 10.000 bis 100.000 Sonnenmassen gefunden. Somit war es 100-mal kleiner als alle bis dahin bekannten Schwarzen Löcher dieses Typs. Kurze Zeit später wurde in der Galaxie M82 ein noch kleineres Loch entdeckt.
Außerdem gibt es in der Galaxie mehrere H-II-Gebiete, wovon drei als separate Objekte den Weg in den New General Catalogue gefunden haben: NGC 4399, NGC 4400 und NGC 4401.
NGC 4395 wurde am 2. Januar 1786 von dem deutsch-britischen Astronomen Wilhelm Herschel entdeckt.